# Ковтуненко Іван Порфирович
Ковтуненко Іван Порфирович (1891—1984) — радянський селекціонер українського походження, автор багатьох сортів декоративних, вічнозелених, квіткових та плодових рослин. Особливу відомість він отримав за винайдення методу вирощування північноамериканської блакитної ялини в штучних умовах, а також за селекцію морозостійкої шипшини та троянди.

## Життєпис
Народився 7 (19) січня 1891 року в селі Олександрівка Катеринославської губернії Російської імперії (нині Дніпропетровська область, Україна). Незабаром вся родина переїжджає в Полтаву. Навчався в Полтавській чоловічій гімназії (заснованій у 1808 році, де першим директором був статський радник Василь Капніст). Початкову освіту в цій гімназії отримали відомий письменник Микола Гоголь та знаменитий математик Михайло Остроградський.
Закінчивши гімназію, Іван Порфирович продовжив освіту у відомій на той час досягненнями в галузі садівництва Корочанській школі садівництва Курської губернії.
З 1910 року працював у Києві та Ростові-на-Дону в приватних садівничих господарствах помічником садівника, де добре засвоїв практику садівництва.
У 1914 році його запросили завідувати в Ростові-на-Дону плодово-декоративним розплідником. Іван Порфирович з радістю погодився. Нарешті він зміг ставити досліди, про які стільки мріяв.
У 1916 році Ковтуненко був призваний на військову службу і направлений на залізницю в Прохладний, Кабардино-Балкарії, який тоді ще не мав статусу міста і був просто селищем. Так Іван Порфирович виявився відірваним від своїх дерев і своїх дослідів, але не надовго. Дізнавшись про його спеціальність, керівництво вирішило використовувати його знання на благо залізниці. У 1918 році Івана Порфировича призначають завідувачем плодово-декоративного розсадника при залізничній станції Нальчик.
Тут він проявив велику активність по комплектуванню розплідника різноманітним асортиментом плодових культур, різних сортів троянд та інших рослин.
У 1930—1932 роках І. П. Ковтуненко працював в Кабардино-Балкарському курортному управлінні. А з 1933 року і до кінця своїх днів в оранжерейно-квітковому господарстві Кабардино-Балкарського обласного комітету КПРС, переданому в 1950 році у відання тресту «Госзеленхоз» Міністерства комунального господарства РРФСР (нині Муніципальне унітарне дослідно-показове сільськогосподарське підприємство «Декоративні культури» Нальчика)
Вирощені Ковтуненком блакитні ялини, троянди, плодові та ягідні культури прикрашали не тільки сади і парки Кабардино-Балкарії, а й прямували до Москви, Ростова-на-Дону, Самари, П'ятигорська та інших міст СРСР.
Сьогодні блакитні ялини з Нальчика ростуть біля Кремлівської стіни на Красній площі в місті Москва, на Мамаєвому кургані та під стінами Берестейської фортеці.
Помер Іван Порфирович Ковтуненко в 1984 році.

## Наукова діяльність
Визнання Іванові Ковтуненку принесла селекція американської блакитної ялини, яка є одним з символів штату Колорадо.
Більше 15 років працював над проблемою розмноження блакитної ялини через насіннєвий матеріал. Рішення він знайшов у тому, що для вирощування блакитної ялини використав свіжі ялинові і соснові шишки, в яких швидко розвивається грибок, який виявилися відмінним живильним середовищем для сіянців.
І. П. Ковтуненко вивів нові сорти пернеціанської троянди «Кабардинка», бузку «Бірюзова красуня» і «Гірський захід», морозостійкий сорт шипшини.
Троянда «Кабардинка» (Пернеціанські троянди — Rosa pernettiana horticultural) виведена в результаті схрещування ремонтантної троянди Антуан Дюше з великими блискучими рожевими квітками з жовтою капуцинові трояндою Першен Єллоу і повторного схрещування отриманого гібрида Солейль д'Ор з чайно-гібридними трояндами. Троянди цієї групи мають квітки жовтих, оранжевих, золотистих, шоколадних, вогневих тонів. Вони культивуються так само широко, як і чайно-гібридні; більш того, отримання безлічі нових гібридів з чайно-гібридними трояндами призвело до того, що ці дві групи майже злилися а тому важко визначити приналежність багатьох сортів до тієї чи іншої групи. На півдні вони добре зимують.
За вирощування особливо цінних культур плодових, декоративних, квіткових та вічнозелених рослин кероване ним господарство було учасником ВСХВ, потім ВДНГ в Москві і неодноразово нагороджувалася дипломами, грамотами та медалями.